# Gare de Lyon-Saint-Clair
Pour les articles homonymes, voir Gare de Lyon.
La gare de Lyon-Saint-Clair est une ancienne gare ferroviaire française située sur la commune de Caluire-et-Cuire dans le département du Rhône.
Cette gare est particulière à plusieurs titres :
- malgré son nom, elle n'est pas située à Lyon ;
- malgré son importance historique et géographique, elle n'est pas ouverte au trafic voyageurs ;
- elle est construite en forme d'éventail et traversée par trois lignes dont deux se rejoignent au sud de la gare.

C'est un élément essentiel du nœud ferroviaire lyonnais car elle est le lieu de convergence de trois lignes principales au nord de Lyon.

## Situation ferroviaire

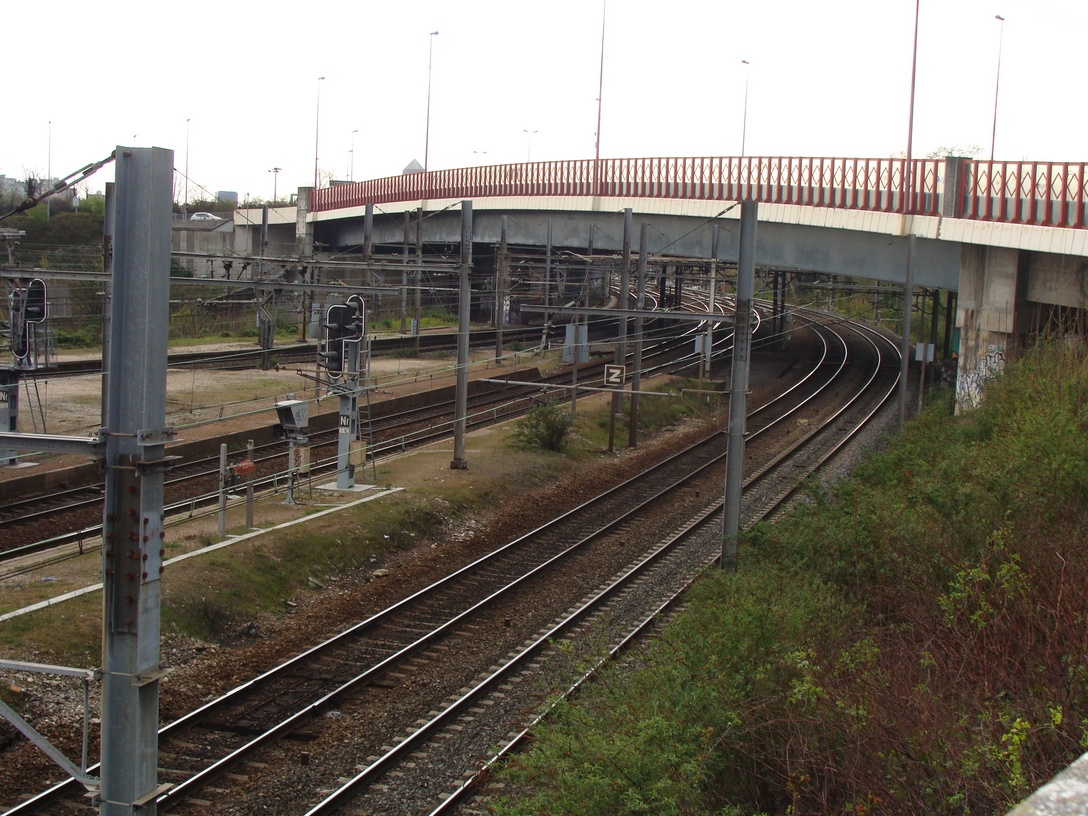
Les voies à l'entrée sud de la gare (au premier plan les voies vers Collonges, puis vers Sathonay, en haut vers Ambérieu).

Établie à 177 mètres d'altitude, la gare (fermée) de Lyon-Saint-Clair est située : au point kilométrique (PK) 8,415 de la ligne de Lyon-Perrache à Genève entre la gare de Lyon-Part-Dieu, s'intercale la gare fermée de Lyon-Brotteaux, et la gare de Crépieux-la-Pape ; au PK 504,120 de la ligne de Collonges - Fontaines à Lyon-Guillotière ; et l'origine au PK 8,415 de la ligne de Lyon-Saint-Clair à Bourg-en-Bresse, avant la gare de Sathonay - Rillieux.

## Histoire
Lors de leur construction dans les années 1850, les lignes ferroviaires desservant Lyon eurent tout d'abord des gares terminus distinctes et éloignées les unes de autres : Vaise pour la ligne de Paris, La Croix-Rousse pour la ligne de Bourg, la Guillotière pour la ligne d'Avignon, et Saint-Clair pour la ligne de Genève.
La ligne de Lyon-Perrache à Genève devait avoir son terminus lyonnais aux Brotteaux. Mais, des difficultés ayant retardé la construction du pont sur le Rhône à l'entrée de Lyon, la Compagnie du chemin de fer de Lyon à Genève établit un terminus provisoire sur la rive droite du Rhône, à Saint-Clair, hameau de Caluire-et-Cuire, commune limitrophe de Lyon. Cette gare fut nommée « Lyon-Saint-Clair », et fut mise en service au mois de juin 1856. Ce n'est qu'en 1859 que la ligne, devenue PLM, franchit le Rhône, et que le terminus put être reporté à la gare des Brotteaux. Mais la gare de Saint-Clair garda le nom de Lyon accolé au sien.
En 1890, afin de délester la section de ligne de Saint-Germain-au-Mont-d'Or à Lyon-Perrache, notamment de son trafic marchandises, une ligne (à double voie) fut établie en tunnel depuis Collonges-au-Mont-d'Or, sur la Saône, jusqu'à Lyon-Guillotière en traversant Saint-Clair.
En 1900, la compagnie PLM voulut relier sa ligne de Bourg au réseau principal, en la dissociant de la ligne de Trévoux, à qui elle empruntait jusque-là la section de Sathonay à Lyon-Croix-Rousse. Elle construisit alors un raccordement à double voie de 5 kilomètres descendant de Sathonay et aboutissant à Saint-Clair, entre la double voie de Genève et celle de Collonges-au-Mont-d'Or.
La situation de la gare, enserrée entre les collines et le Rhône, ne permit pas d'effectuer les raccordements en amont de la gare ; la jonction des trois doubles voies se fit donc à l'entrée du pont, des quais étant établis sur les deux nouvelles lignes à la hauteur de la gare primitive. De ce fait, les trois lignes se trouvaient avoir des courbures différentes à l'intérieur même de la gare.

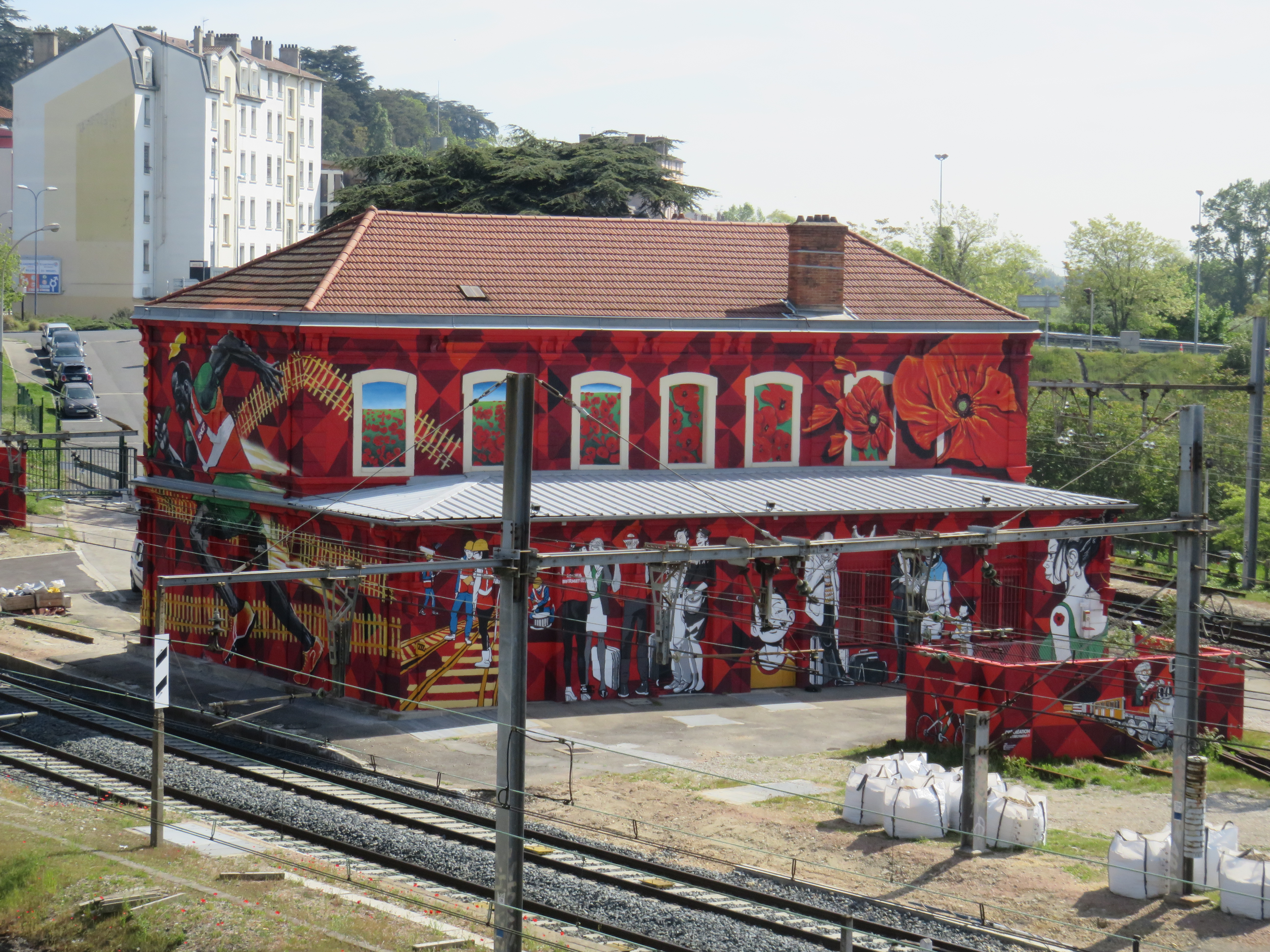
Le bâtiment voyageurs en mai 2019.

La gare principale ayant été reportée aux Brotteaux, Saint-Clair était devenue une petite gare de banlieue. Elle resta longtemps desservie par les trains omnibus vers Bourg, Ambérieu ou Roanne, mais la concurrence des transports en commun lyonnais était rude, et la gare de Lyon-Saint-Clair périclitait. L'arrivée du TGV à Lyon en 1981 sonna son glas : la LGV Sud-Est se raccorde en effet au réseau classique à Sathonay, et les TGV utilisent la ligne via Saint-Clair pour rejoindre la Part-Dieu. Les omnibus furent priés de presser le pas, et de sauter cette gare.
En 2014, dans le cadre de la grande opération SNCF Propreté, co-financée par SNCF et RFF, la gare est remise au goût du jour par les étudiants de CitéCréation et de l'École Émile-Cohl, qui lui donnent des couleurs flamboyantes.